# Losung Batu (Padangsidimpuan Utara)
Losung Batu is een bestuurslaag in het regentschap Padang Sidempuan van de provincie Noord-Sumatra, Indonesië. Losung Batu telt 6702 inwoners (volkstelling 2010).